# Ciper
CIPER (Centro de Investigación Periodística), también conocido como CIPER Chile, es un medio digital de comunicación chileno dedicado al periodismo de investigación, que funciona como organización sin ánimo de lucro.

## Historia
Fue fundado por los periodistas Mónica González y John Dinges en mayo de 2007 y lanzado a la plataforma web en noviembre del mismo año. El 6 de julio de 2009 el sitio se renueva a su segunda versión, y el 26 de febrero del 2011 se moderniza a la versión actual. En mayo de ese mismo año se constituye como fundación sin fines de lucro.
Ha publicado diversos artículos y documentos de alto impacto en la sociedad chilena. Algunos han tenido efectos políticos, como el reportaje hecho el 1 de septiembre de 2011 en que se denunció una adulteración de una multa de tránsito hecha al hijo del entonces General Director de Carabineros de Chile, Eduardo Gordon. Gordon renunció al día siguiente a su cargo aduciendo razones de salud. Periodistas de Ciper han editado libros sobre temas como el caso Karadima o las historias reales tras la serie Los archivos del Cardenal.
También ha difundido algunas filtraciones de WikiLeaks, como los cables diplomáticos de los Estados Unidos a fines de 2010, o los correos de Stratfor en febrero de 2012, siendo en esa última oportunidad medio oficial de la filtración. En diciembre de 2018 publicó de manera exclusiva 3 videos registrados por cámaras policiales que revelan detalles cruciales para la investigación sobre los sucesos del operativo que resultó en el asesinato del comunero mapuche Camilo Catrillanca.
En julio de 2020 dejó en evidencia al Ministerio de Salud tras publicar que las cifras de fallecidos por COVID-19 reportadas a la OMS eran más altas que las informadas en los balances oficiales del ministerio. No obstante, desde la cartera de salud se informó que la diferencia se debía a que el reporte enviado a la organización incluía casos sospechosos y probables. La controversia produjo la renuncia del ministro Jaime Mañalich quien fue reemplazado por el expresidente del Colegio Médico, Enrique Paris.
Tras un año de investigación CIPER publicó en el 2021 una serie de hallazgos respecto del caso Pandora Papers, de entre los cuales destacó la compraventa de la Mina Dominga en la Islas Vírgenes Británicas por parte de la familia de Sebastián Piñera y Carlos Alberto Délano.

## Fundamentos
CIPER considera que el periodismo tiene como uno de sus principales deberes transparentar a los poderes públicos y privados con el objetivo que estos cumplan con la ley y las expectativas que han sembrado a la ciudadanía. A su vez, plantean que la investigación periodística contribuye a las potestades haciéndolos legítimos y ayudándolos a satisfacer los estándares propios de una sociedad democrática.
Para Ciper, el periodismo de investigación debe:

1.  Orientarse por la búsqueda de información de interés público, entendiendo por tal no el interés de las audiencias, sino aquello que demanda el buen funcionamiento de las instituciones en medio de las que se desenvuelve la vida en común. Por lo mismo, CIPER declara su propósito de no ocuparse de cuestiones que caigan en el ámbito íntimo o privado de las personas y que no comprometen derechos de terceros.

2. Ejercitarse de manera imparcial, esto es, sin dejarse influenciar por las opiniones o preferencias políticas de quienes lo ejercen y sin considerar las ventajas o perjuicios que, para esas preferencias, podría acarrear la materia a investigar o el resultado de la investigación.
3. Emprenderse de manera independiente o autónoma, esto es, sin sujeción a ningún mandato distinto al de la búsqueda de información verificable de interés público.

4. Ponerse a disposición del público y de las audiencias de manera neutral, es decir, haciendo lo posible por presentar los antecedentes que se recopilen y divulguen de manera equilibrada, procurando que el público pueda formarse su propio juicio acerca de los asuntos investigados.
Ciper.  Principios que sustentan a Ciper.

## Línea editorial y financiamiento
CIPER se define como un medio independiente, sin «filiación política ni partidista».
Ha recibido financiación de Copesa, la Open Society Foundations, la Fundación Ford, entre otras; sin embargo, afirman que «los compromisos con estas instituciones no condicionan su línea editorial». En octubre de 2016 se anunció que Copesa, principal financiador del medio, reduciría en un 50% sus aportes, por lo cual Ciper comenzó una campaña de donaciones denominada «Yo apoyo a Ciper», en donde aparecieron personalidades como Jaime Mañalich.
A la fecha, CIPER se financia en su mayor parte por el aporte de una comunidad de más de 6 mil lectores, que aportan de forma mensual o anual.